# Rhynchostegiella durieui
Rhynchostegiella durieui är en bladmossart som beskrevs av Allorge och Persson. Rhynchostegiella durieui ingår i släktet nålmossor, och familjen Brachytheciaceae. Inga underarter finns listade i Catalogue of Life.